# Lathrapanteles ampyx
Lathrapanteles ampyx är en stekelart som beskrevs av Williams 1985. Lathrapanteles ampyx ingår i släktet Lathrapanteles och familjen bracksteklar. Inga underarter finns listade i Catalogue of Life.